# Vicente P. Peralta
Vicente Porcel de Peralta Suárez, solía firmar como Vicente P. Peralta (Buenos Aires, 27 de marzo de 1812-ibídem, 13 de noviembre de 1889), fue un hacendado, abogado y político argentino. Se desempeñó como diputado nacional por la provincia de Entre Ríos entre 1878 y 1882 y como presidente de la Cámara de Diputados de la Nación Argentina entre 1880 y 1881.

## Biografía
Nacido en Buenos Aires en 1812, se graduó en derecho en la Universidad de Buenos Aires en 1837. Durante varios años fue miembro de la magistratura en la provincia de Entre Ríos.
En 1878 asumió como diputado nacional por la provincia de Entre Ríos. Entre 1880 y 1881 fue presidente de la Cámara de Diputados. Estuvo acompañado por Lidoro Quinteros en la vicepresidencia primera y por Tristán Achával Rodríguez en la vicepresidencia segunda de la Cámara. Finalizó su mandato como diputado en 1882. Durante su período como presidente de la Cámara, el Congreso sesionó en el pueblo de Belgrano y se sancionó la ley de Federalización de Buenos Aires.
Tras su paso por el Congreso, fue vocal en la cámara de apelaciones en lo criminal, comercial y correccional de la Capital Federal hasta su jubilación en 1885.
Casado con Carlota de Alvear Quintanilla (hija de Carlos María de Alvear) en 1840, tuvo tres hijos. Uno de ellos fue Vicente Rufino Peralta Alvear, quien se desempeñara como vicegobernador de la provincia de Buenos Aires.
Falleció en Buenos Aires en 1889.